# Sottosezione alpina
Una sottosezione alpina (abbreviato in: STS) è una suddivisione della catena delle Alpi. Il concetto è stato introdotto dalla Suddivisione Orografica Internazionale Unificata del Sistema Alpino (SOIUSA) del 2005.

## Situazione precedente
La Partizione delle Alpi del 1926 aveva classificato la catena delle Alpi in 26 sezioni e in 112 gruppi.
Questa classificazione rivelò ben presto vari limiti: aveva infatti una visione troppo italo-centrica e non rispettava la natura diversa dei vari massicci alpini.
Inoltre la letteratura francese e austriaca divideva rispettivamente le Alpi francesi e le Alpi austriache in massicci di dimensioni molto più piccole delle sezioni alpine.

## La SOIUSA

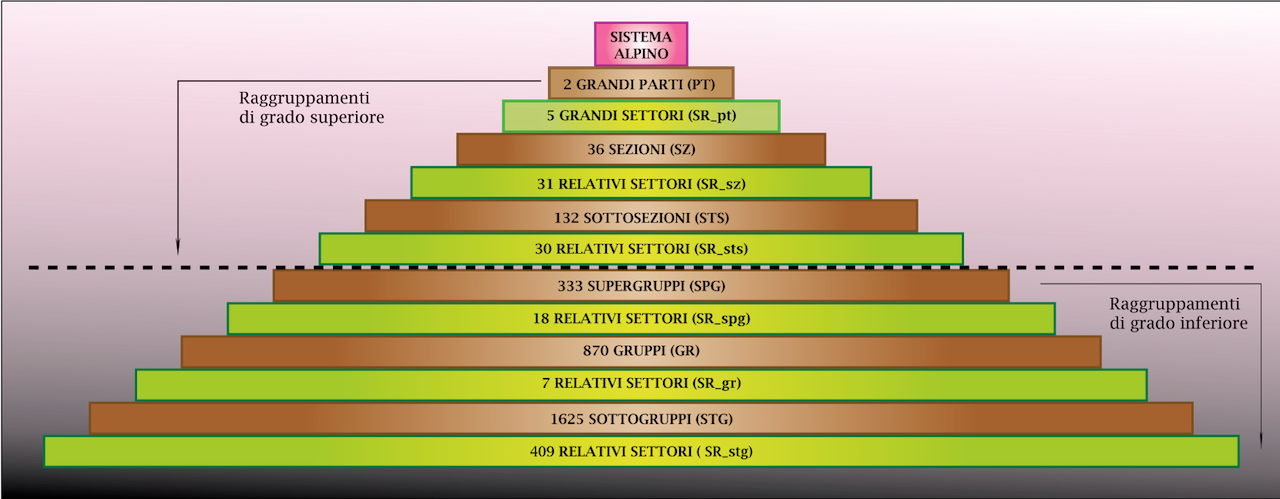
La Piramide SOIUSA, ovvero le varie suddivisioni delle Alpi secondo la SOIUSA.

Per superare queste difficoltà la SOIUSA da una parte mantenne il concetto di sezione alpina e, per quanto possibile, non si discostò dalle sezioni individuate dalla Partizione delle Alpi; dall'altra parte introdusse il concetto di sottosezione alpina avvicinandosi così ai massicci individuati nelle Alpi francesi ed austriache. La SOIUSA in tal modo individuò 36 sezioni alpine e 132 sottosezioni.
Talvolta per una maggior vicinanza con altre classificazioni la SOIUSA suddivide alcune sottosezioni in settori di sottosezioni.

## Elenco delle sottosezioni
Evidenziando la sezione di appartenenza di seguito viene presentato l'elenco delle 132 sottosezioni (a sinistra un numero progressivo delle 132 sottosezioni; a destra la classificazione SOIUSA delle sottosezioni):

## Codifica
- Grande parte = Alpi Occidentali
- Grande settore = Alpi Nord-occidentali
- Sezione = Alpi Graie
- Sottosezione = Alpi del Monte Bianco
- Supergruppo = Massiccio del Monte Bianco
- Gruppo = Gruppo del Monte Bianco
- Sottogruppo = Monte Bianco
- Codice = I/B-7.V-B.2.b

Nella codifica della SOIUSA le sottosezioni sono indicate con un numero romano progressivo individuato nella sezione di appartenenza.
Nell'esempio riportato in fianco circa i parametri SOIUSA del monte Bianco si noti che la sottosezione è le Alpi del Monte Bianco individuata dal numero romano V essendo le Alpi del Monte Bianco la quinta sottosezione elencata nelle Alpi Graie.